# Újpesti Gázgyár
Az Újpesti Gázgyár egy ma már nem létező régi, a mai Budapest területén fekvő gázipari létesítmény.

## Története
A gyárat a többi régi budapesti gázgyárhoz hasonlóan a Trieszti Általános Légszesztársulat építtette közvilágítási célokból. Az Újpesti Gázgyár építéséről 1870. január 15-én született szerződés. Telekként a Váci út és a Gát (ma Zsilip) utca sarkán lévő telket jelölték ki, ezt Károlyi László gróf ingyenesen juttatta át a társaságnak 33 éves használatra. A gyár 1872. december 27-én kezdett el üzemelni, kezdetben 39 utcai gázlámpát világításához adva gázt. Ebben az időben 35 munkást foglalkoztatott az üzem. 1896 körül 181 utcai lámpa, és 1935 magán személy tartozott gázfogyasztói közé. 1908/1909-ben már 263 fél-éjszakás, és 294 egész éjszaka működő (összesen 557) utcai gázlámpát működtetett az üzem. Míg korábban a légszeszfogyasztás növekedése alacsony volt, a századforduló után jelentős mértékben megnőtt. 1905-től vízgázt is gyártottak az üzemben. 1904-re lejárt a 33 éves szerződés, akkor ezt 1910-ig meghosszabbították.
A gyár évente 500.000 m3 (napi szinten átlagosan 1500 m3) gázt állított elő. A gyárba Sziléziából szállítottak szenet vasúton a Nyugati pályaudvarig. Mivel az üzem egy ideig vasúti iparvágánnyal nem rendelkezett, a szenet szekerek szállították a Nyugati pályaudvarból Újpestre. Iparvágány végül 1886-ban épült az üzemhez. Főcsőhálózata 1896 körül 12.000 méter hosszú volt.
A gyár működtetését általában gazdaságtalannak tartották, mert 100 kg szén kigázosításához 40–45 kg kokszot kellett felhasználni. Újpest 1910-ben végül városa nem élt a gyár megváltási jogával, mert a gyárat a fentieken túl más okokból is elavultnak, helyét bővítésre alkalmatlannak tartotta. Ehelyett Újpest a Phőbus Villamos Vállalatok Rt.-vel kötött 50 évre szóló közvilágítási szerződést.
Az Újpesti Gázgyár végül 1913. október 31-én fejezte be a működését, nem sokkal azután, hogy felépült az új, korszerű Óbudai Gázgyár. Épületeit egy évvel később, 1914-ben elbontották. A gyár területe a szomszédos Mauthner Bőrgyárhoz (később: Újpesti Bőrgyár) került.